# Emil (Comic-Strip)
Der Comic-Strip Emil erschien von 1983 bis 1990 14-täglich im Berliner Stadtmagazin Zitty.
Die 1983 vom Zeichner Detlef Surrey kreierte Comic-Strip Figur spiegelte in ihren Geschichten das Lebensgefühl der West-Berliner und westdeutschen Alternativbewegung mit ihren Themen Ökologie, Friedens-, Hausbesetzer- und Frauenbewegung wider.
Ursprünglich im Stil der amerikanischen Underground Comics gezeichnet, veränderte Surrey die Vier-Bilder-Strips ab 1983 im Stil der Ligne Claire.
Eine zweite stilistische und erzählerische Veränderung erfuhr die Figur 1988, bei gleichbleibendem Namen.
Im Jahr 1991 beendete Surrey den Strip sowohl in der Zitty als auch in der AKKU, wo Emil wöchentlich erschienen war.

## Veröffentlichungen in Zeitschriften
Emil Comic-Strip erschien in:
- Zitty, 14-täglich, 1983–1990
- AKKU, Jugendbeilage der WAZ, wöchentlich, 1989–1990
- AZ – Andere Zeitung, Frankfurt am Main, 1985–1987
- In Barcelona – Makoki 1989
- Unter dem Namen Rudi: – Stadtzeitung Zürich 1985/86